# J. Michel Doyon
J. Michel Doyon é um tenente-governador e representante do vice-rei do monarca do Canadá na província de Quebec. Ele assumiu o cargo em 24 de setembro de 2015 e cessou funções a 25 de janeiro de 2024.